# Dennis Wuycik
Dennis Mark Wuycik (ur. 29 marca 1950 w Ambridge) – amerykański koszykarz, występujący na pozycji niskiego skrzydłowego.

## Osiągnięcia
NCAA
- Uczestnik NCAA Final Four (1972)
- Mistrz:
  - turnieju:
    - National Invitation Tournament (NIT – 1971)
    - konferencji Atlantic Coast (ACC – 1972)

  - sezonu regularnego ACC (1971, 1972)
- Zaliczony do:
  - II składu All-American (1972 przez NABC)
  - I składu ACC (1971, 1972)

ABA
- Uczestnik I składu debiutantów ABA (1973)[1]